# Phumosia bicolor
Phumosia bicolor är en tvåvingeart som först beskrevs av Mario Bezzi 1908.  Phumosia bicolor ingår i släktet Phumosia och familjen spyflugor. Inga underarter finns listade i Catalogue of Life.